# Sonic Team
Sonic Team (SONICTEAM/ソニックチーム, Sonikku Chīmu) est un studio de développement de jeu vidéo japonais ainsi qu'une filiale de Sega, célèbre pour être à l'origine de la franchise Sonic the Hedgehog.

## Historique
Le studio est créé sous le nom de Sega AM8 en 1988. Il s'agit alors d'un groupe de quinze personnes, et qui comprend notamment Shinobu Toyoda, Hirokazu Yasuhara, Yuji Naka et Naoto Ōshima. En 1991, la société développe Sonic the Hedgehog et prend le nom de Sonic Team, du nom du personnage principal du jeu, future mascotte de Sega
,. Le logo bleu avec la célèbre silhouette de Sonic date de 1996. Le premier jeu à l'instaurer dans ses supports est Nights into Dreams.
Mécontent du système de salaire de Sega basé sur l'ancienneté, Yuji Naka quitte la compagnie japonaise : il part travailler dans la branche américaine de Sega, où Hirokazu Yasuhara était déjà installé dans le cadre d'un échange interne. Sous le nom de Sega Technical Institute, ils créent des suites à Sonic the Hedgehog. À la suite de Sonic and Knuckles, Sega offre des promotions : Yuji Naka revient à Sega of Japan en tant que producteur.
Sonic Team crée alors Nights into Dreams en 1996 qui, à défaut d'un succès commercial, reçoit un succès critique. D'autres jeux sont développés : Burning Rangers, ChuChu Rocket!, Samba de Amigo, Phantasy Star Online.
En 1999, douze membres du studio partent s'installer à San Francisco où ils fondent Sonic Team USA, avec comme premier projet Sonic Adventure 2.
En 2003, Sonic Team fusionne avec United Game Artists (anciennement Sega-AM9).
En 2006, Yuji Naka quitte Sonic Team, il décide de créer son propre studio, baptisé Prope, et travaille sur de nouveaux projets comme Let's Tap, un jeu où, d'après ses dires, auquel « même un pingouin pourrait y jouer » ; en effet le jeu se joue sans toucher la manette. Bien loin de l'univers Sonic, Yuji Naka dit suivre l'univers et le développement du personnage de loin. D'après une interview, il aurait quitté la Sonic Team car son statut de leader au sein du studio l'empêchait de davantage s'impliquer dans la création des jeux.

### Project Sonic

Logo du Projet Sonic ’22.

Le « Project Sonic » est annoncé lors du Tokyo Game Show au printemps 1997 dont la « Phase 1 » du projet est la publication de la compilation Sonic Jam, qui comprend quelques améliorations par rapport aux jeux originaux,. Comme son nom l'indique, Project Sonic est un label donné à un ensemble de jeux de la série Sonic. La « Phase 2 » est le titre Sonic R, un jeu de course produit par Kats Sato et paru sur Sega Saturn fin 1997.
Ce projet était à l'origine un projet d'entreprise, Yuji Naka et Naoto Ōshima expliquent dans une interview qu'ils ont lancé le projet Sonic à la suite de nombreuses lettres reçues lors du développement de Nights into Dreams, où ils leurs étaient demandés ce qu'était la « Sonic Team » et qui était Sonic.
En 2022, Sega et la Sonic Team réintroduisent ce label sous le nom de « Project Sonic '22 », servant à promouvoir les productions de Sega pour l'année 2022. Cela comprend le jeu Sonic Frontiers, la compilation Sonic Origins (Sonic the Hedgehog, Sonic the Hedgehog 2, Sonic the Hedgehog 3, Sonic and Knuckles et Sonic CD), le film Sonic 2, le film, une série animée diffusée sur Netflix et des bandes dessinées.

### Sega Studio USA
Sega Studio USA (anciennement Sonic Team USA) était la division américaine de Sonic Team située à San Francisco, en Californie. La division est formée en 1999. Tous les membres de l'équipe qui ont travaillé au Sega Studio USA étaient japonais, à l'exception de Brad Wagner, qui était américain embauché au studio lors de l'élaboration de Shadow the Hedgehog. La division a d'abord travaillé sur ChuChu Rocket! et la sortie internationale de Sonic Adventure.
En 2008, Sega studio USA est absorbée dans Sonic Team Japon.

### United Game Artists
AM Annex était un studio de développement de jeux vidéo interne à Sega of Japan. En 2000, Sega-AM9 (tel que surnommé plus tard) devient United Game Artists (UGA) (dont le nom est un clin d'œil et hommage aux studios United Artists) lorsque Sega réorganise ses studios. Le développeur a sorti trois jeux pour la Dreamcast avant de fusionner avec Sonic Team Japan en 2003. Le studio est principalement connu pour son travail sur Space Channel 5, Rez et Project Rub.

#### Personnalités notables
- Tetsuya Mizuguchi – Sega Rally Championship, Space Channel 5 et Rez.
- Takashi Thomas Yuda (créateur de Knuckles) – Sonic Riders et Sonic Riders: Zero Gravity

### Sega Technical Institute
Contrairement aux autres divisions de développement de Sega étiquetées AM et basées au Japon, Sega Technical Institute est situé aux États-Unis et automatiquement rattaché à Sega of America. Le premier jeu de la série Sonic a été créé par Sonic Team, Sega Technical Institute a coopéré avec Sonic Team pour développer sa suite. Aussi, on peut noter Kid Chameleon, Sonic the Hedgehog Spinball en passant par Comix Zone. Cependant, elle a arrêté ses opérations en 1996.

## Jeux développés
| Année | Jeu                                                   | Plate-forme(s)                                                                             | *      |
| ----- | ----------------------------------------------------- | ------------------------------------------------------------------------------------------ | ------ |
| 1991  | Sonic the Hedgehog                                    | Mega Drive, Game Gear, Master System                                                       | ,      |
| 1992  | Sonic the Hedgehog 2                                  | Mega Drive, Game Gear, Master System                                                       | ,      |
| 1993  | Sonic CD                                              | Mega-CD                                                                                    | [ 20 ] |
| 1993  | Sonic the Hedgehog Spinball                           | Mega Drive                                                                                 | [ 21 ] |
| 1994  | Sonic the Hedgehog 3                                  | Mega Drive                                                                                 | [ 22 ] |
| 1994  | Sonic and Knuckles                                    | Mega Drive                                                                                 | [ 23 ] |
| 1995  | Knuckles' Chaotix                                     | 32X                                                                                        | [ 24 ] |
| 1995  | Ristar                                                | Mega Drive, Game Gear                                                                      | ,      |
| 1996  | Nights into Dreams                                    | Sega Saturn                                                                                | [ 27 ] |
| 1997  | Sonic Jam                                             | Sega Saturn                                                                                | [ 28 ] |
| 1998  | Burning Rangers                                       | Sega Saturn                                                                                | [ 29 ] |
| 1999  | Sonic Adventure                                       | Dreamcast                                                                                  | [ 30 ] |
| 2000  | Samba de Amigo                                        | Dreamcast                                                                                  | [ 31 ] |
| 2000  | ChuChu Rocket!                                        | Dreamcast                                                                                  | [ 32 ] |
| 2001  | Phantasy Star Online                                  | Dreamcast                                                                                  | [ 33 ] |
| 2001  | Sonic Adventure 2                                     | Dreamcast                                                                                  | [ 34 ] |
| 2001  | Sonic Shuffle                                         | Dreamcast                                                                                  | [ 35 ] |
| 2001  | ChuChu Rocket!                                        | Game Boy Advance                                                                           | [ 36 ] |
| 2002  | Sonic Advance                                         | Game Boy Advance                                                                           | [ 37 ] |
| 2002  | Sonic Adventure 2 Battle                              | GameCube                                                                                   | [ 38 ] |
| 2003  | Sonic Advance 2                                       | Game Boy Advance                                                                           | [ 39 ] |
| 2003  | Sonic Pinball Party                                   | Game Boy Advance                                                                           | [ 40 ] |
| 2003  | Phantasy Star Online: Episode I and II                | GameCube, Xbox                                                                             | ,      |
| 2003  | Billy Hatcher and the Giant Egg                       | GameCube                                                                                   | [ 43 ] |
| 2003  | Sonic Adventure DX : Director's Cut                   | GameCube, PC                                                                               | [ 44 ] |
| 2004  | Sonic Heroes                                          | GameCube, PlayStation 2, Xbox, PC                                                          | ,      |
| 2004  | Sonic Battle                                          | Game Boy Advance                                                                           | [ 48 ] |
| 2004  | Sonic Advance 3                                       | Game Boy Advance                                                                           | [ 49 ] |
| 2004  | Phantasy Star Online Episode III: C.A.R.D. Revolution | GameCube                                                                                   | [ 50 ] |
| 2004  | Puyo Pop Fever                                        | Dreamcast, Game Boy Advance, PlayStation 2, Xbox, 2005 : Nintendo DS, PlayStation Portable | ,      |
| 2004  | Sega Superstars                                       | PlayStation 2                                                                              | [ 56 ] |
| 2006  | Phantasy Star Universe                                | PlayStation 2, PC                                                                          | [ 57 ] |
| 2005  | Phantasy Star Online: Blue Burst                      | PC                                                                                         |        |
| 2005  | Astro Boy                                             | PlayStation 2                                                                              | [ 58 ] |
| 2005  | Shadow the Hedgehog                                   | GameCube, PlayStation 2, Xbox                                                              | ,      |
| 2005  | Project Rub                                           | Nintendo DS                                                                                | [ 62 ] |
| 2006  | Sonic the Hedgehog                                    | Xbox 360, PlayStation 3                                                                    | ,      |
| 2007  | Phantasy Star Universe: Ambition of the Illuminus     | PlayStation 2, PC                                                                          | [ 65 ] |
| 2007  | Sonic and the Secret Rings                            | Wii                                                                                        | [ 66 ] |
| 2008  | Phantasy Star Portable                                | PlayStation Portable                                                                       | [ 67 ] |
| 2008  | Phantasy Star Zero                                    | Nintendo DS                                                                                | [ 68 ] |
| 2008  | Sonic Unleashed : La Malédiction du Hérisson          | PlayStation 2, PlayStation 3, Xbox 360, Wii                                                | [ 69 ] |
| 2009  | Phantasy Star Portable 2                              | PlayStation Portable                                                                       | [ 70 ] |
| 2009  | Puyo Puyo 7                                           | Wii, PlayStation Portable, Nintendo DS                                                     | [ 71 ] |
| 2009  | Sonic et le Chevalier noir                            | Wii                                                                                        | [ 72 ] |
| 2010  | Sonic the Hedgehog 4: Episode 1                       | Xbox Live Arcade, PlayStation Network, WiiWare, iPhone                                     | [ 73 ] |
| 2010  | Sonic Colours                                         | Wii, Nintendo DS                                                                           | [ 74 ] |
| 2011  | Puyo Puyo!! 20th Anniversary                          | Nintendo DS, Nintendo 3DS, Wii, PlayStation Portable                                       | [ 75 ] |
| 2011  | Sonic Generations                                     | PS3, Xbox 360, Nintendo 3DS, PC                                                            | [ 76 ] |
| 2012  | Sonic the Hedgehog 4: Episode 2                       | Xbox Live Arcade, PlayStation Network                                                      | [ 77 ] |
| 2013  | Sonic Lost World                                      | Wii U, Nintendo 3DS                                                                        | [ 78 ] |
| 2014  | Puyo Puyo Tetris                                      | PS3, PS4, PSP, WiiU, 3DS, X1, Switch, PC                                                   | [ 79 ] |
| 2015  | Sonic Runners                                         | Android, iOS                                                                               | [ 80 ] |
| 2017  | Sonic Forces                                          | PlayStation 4, Xbox One, Nintendo Switch                                                   | [ 81 ] |
| 2022  | Sonic Frontiers                                       | PlayStation 5, PS4, Xbox Series X et S, X1, Switch, PC                                     | [ 82 ] |